# Консертгебау (оркестр)

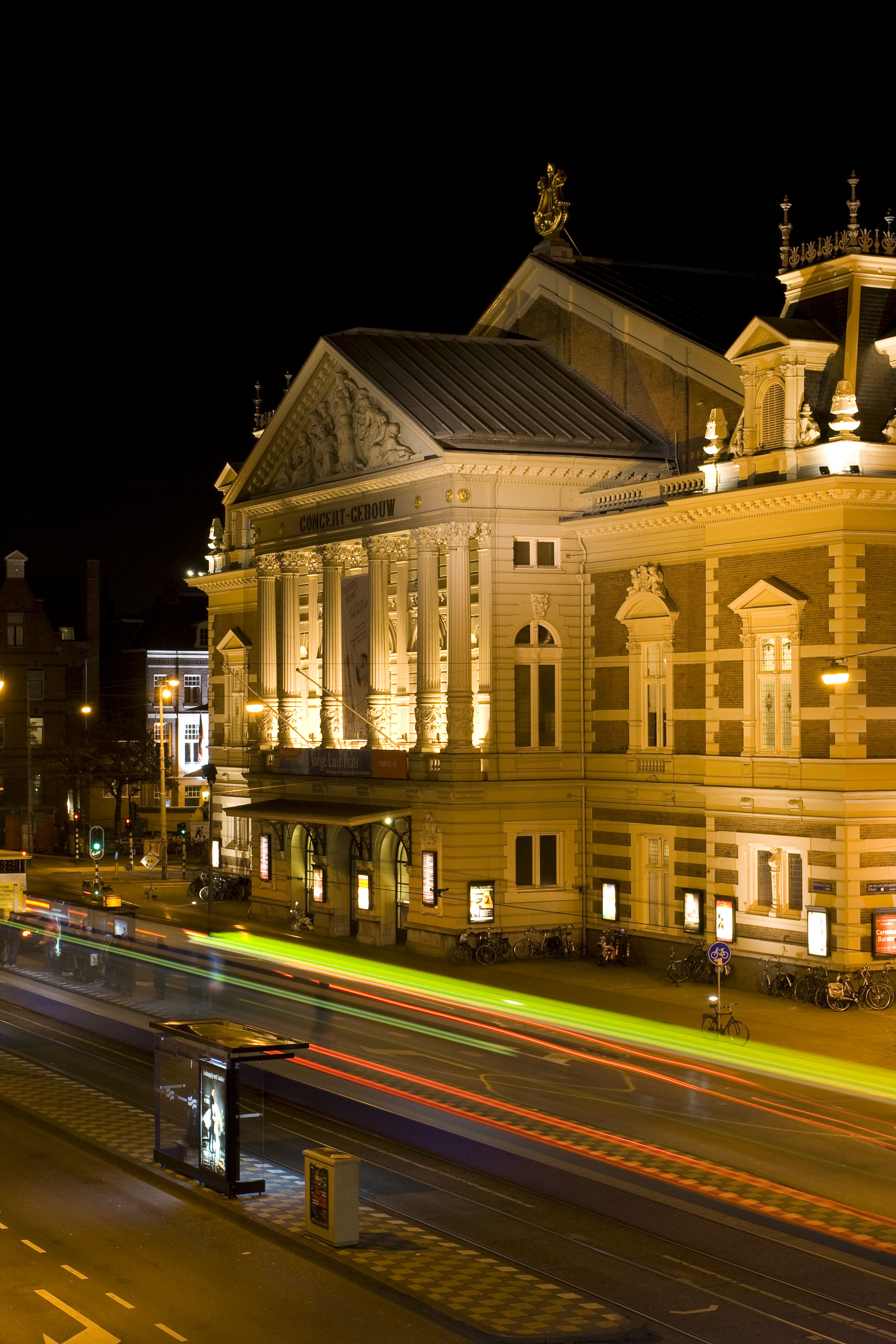
Консертгебау

Консе́ртгеба́у, также Королевский оркестр «Консертгебау» (нидерл. Koninklijk Concertgebouworkest) — ведущий симфонический оркестр Нидерландов, основанный в 1888 году. Название оркестра происходит от названия концертного зала Консертгебау, в котором оркестр даёт свои домашние концерты. Звание Королевского было присвоено оркестру в ознаменование его столетия королевой Беатрикс в 1988 году. Один из ведущих оркестров мира.
Мировую репутацию оркестру принесло полувековое управление нидерландского дирижёра Виллема Менгельберга, сделавшего ставку на музыку своих современников, композиторов первой половины XX века, — Рихарда Штрауса, Сергея Прокофьева, Игоря Стравинского и др.

## Главные дирижёры оркестра
- Виллем Кес (1888—1895)
- Виллем Менгельберг (1895—1945)
- Эдуард ван Бейнум (1945—1959)
- Бернард Хайтинк (1961—1988, в 1961—1963 совместно с Ойгеном Йохумом)
- Рикардо Шайи (1988—2004)
- Марис Янсонс (2004—2016)
- Даниэле Гатти (2016—2018)
- Клаус Мякеля (вступит в должность в 2027[2])